# Грабовець (колонія)
Грабовець (рос. Грабовец, Грабов, Геймталь, пол. Grabowiec, нім. Heimtal) — колишня колонія у Рогачівській волості Новоград-Волинського повіту Волинської губернії.

## Населення
У 1887 році в колонії налічувалося 99 мешканців, дворів — 18, у 1906 році — 40 осіб, дворів — 6, у 1910 році — 50 осіб.

## Історія
Колишнє лютеранське поселення, лежало південно-східніше Новограда-Волинського.
Наприкінці 19 століття — колонія Рогачівської волості Новоград-Волинського повіту Волинської губернії, за 40 верст (44 км) від повітового міста Новограда-Волинського.
У 1906 році — колонія Рогачівської волості (3-го стану) Новоград-Волинського повіту Волинської губернії. Відстань до повітового центру м. Новоград-Волинський становила 40 верст, до волосного центру містечка Рогачів — 20 верст. Поштове відділення — міст. Рогачів.